# Giro della Provincia di Reggio Calabria 1958
Il Giro della Provincia di Reggio Calabria 1958, diciannovesima edizione della corsa, si svolse il 6 aprile 1958 su un percorso di 274 km, con partenza e arrivo a Reggio Calabria. La vittoria fu appannaggio dell'italiano Angelo Conterno, che completò il percorso in 7h42'00", alla media di 35,539 km/h, precedendo i connazionali Ercole Baldini e Silvano Ciampi.

## Ordine d'arrivo (Top 9)
| Pos. | Corridore                | Squadra                  | Tempo                    |
| ---- | ------------------------ | ------------------------ | ------------------------ |
| 1    | Angelo Conterno          | Carpano                  | 7h42'35"                 |
| 2    | Ercole Baldini           | Legnano                  | s.t.                     |
| 3    | Silvano Ciampi           | Faema-Guerra-Clément     | s.t.                     |
| 4    | Bruno Monti              | Atala-Pirelli            | s.t.                     |
| 5    | Gastone Nencini          | Chlorodont-Leo           | s.t.                     |
| 6    | Guido Carlesi            | Chlorodont-Leo           | s.t.                     |
| 7    | Giacomo Fini             | Faema-Guerra-Clément     | s.t.                     |
| 8    | Giorgio Tinazzi          | San Pellegrino Sport     | s.t.                     |
| 9    | 20 ciclisti s.t. ex æquo | 20 ciclisti s.t. ex æquo | 20 ciclisti s.t. ex æquo |